# 沈文秀
沈 文秀（しん ぶんしゅう、426年 - 486年）は、中国の南北朝時代の官僚・軍人。字は仲遠。本貫は呉興郡武康県。

## 経歴
沈劭之（沈慶之の弟）の子として生まれた。はじめ宋の呉興郡主簿となり、功曹史に進んだ。東海王劉禕の下で撫軍行参軍となった。義陽王劉昶の東中郎府にうつり、銭唐県令に転じた。大明年間、西陽王劉子尚の下で撫軍参軍となり、武康県令に転じた。入朝して尚書庫部郎となり、本邑中正を兼ね、建康県令となった。尋陽王劉子房の私奴を鞭打って殺した罪により、免官されて、杖罰100を加えられた。まもなく官に復帰した。大明8年（464年）、建安王劉休仁の下で安南録事参軍となり、射声校尉に転じた。
景和元年（465年）、都督青州徐州之東莞東安二郡諸軍事・建威将軍・青州刺史として出向した。宋の前廃帝の暴虐がつのってくると、文秀は伯父の沈慶之に離反を勧めた。沈慶之は聞き入れず、前廃帝に殺害された。前廃帝は直閤の江方興を派遣して文秀も殺そうとしたが、到着しないうちに、明帝が前廃帝を殺害して政権を掌握した。江方興が青州に到着すると、文秀が捕らえて、建康に送還した。
泰始2年（466年）、晋安王劉子勛が尋陽で反乱を起こした。文秀は明帝の援軍として劉弥之・張霊慶・崔僧琁の三軍を派遣した。徐州刺史の薛安都が劉子勛に呼応して起兵し、各地の刺史が一斉に挙兵すると、文秀は劉弥之らを呼び戻して薛安都に呼応させることとした。しかし劉弥之らは明帝側への帰順を図り、下邳城の裴祖隆を攻撃し、薛安都の甥の薛索児に敗れて殺された。平原楽安二郡太守の王玄黙が琅邪に拠り、清河広川二郡太守の王玄邈が盤陽城に拠り、高陽勃海二郡太守の劉乗民が臨済城に拠って、明帝側についた。文秀の司馬の房文慶がこの動きに呼応しようとしたため、文秀は房文慶を殺した。文秀は軍主の解彦士を派遣して北海郡を陥落させたが、劉乗民の従弟の劉伯宗が郷兵を率いて、北海郡を再び占拠した。劉伯宗が青州の治所の東陽城を攻撃してきたため、文秀がこれを迎撃し、劉伯宗を敗死させた。
明帝が青州刺史の明僧暠と東莞東安二郡太守の李霊謙を派遣して文秀を討たせた。王玄邈・劉乗民・明僧暠らが東陽城を攻撃したが、文秀はたびたびかれらを破った。8月、尋陽が平定されて、劉子勛が敗死した。明帝が尚書度支郎の崔元孫を派遣して青州の諸軍を慰労させたが、崔元孫は明僧暠の下で敗死した。明帝は文秀の弟の沈文炳を派遣して、文秀に帰順するよう説得させた。泰始3年（467年）2月、文秀は明帝への帰順を願い出て謝罪すると、青州刺史の任を安堵された。
先年、冀州刺史の崔道固が歴城で反乱を起こし、明帝側についた現地の軍の攻勢に悩まされたため、文秀とともに北魏に連絡して援軍を求めた。北魏は将軍の慕容白曜に大軍を与えて援軍として派遣した。文秀はすでに明帝に帰順していたため、魏軍の無防備に乗じて襲撃し、多くを殺傷した。魏軍はさらに進軍して東陽城を包囲したが、文秀は用兵に優れて魏軍を連破した。文秀は明帝により輔国将軍の号に進められた。8月、北魏の蜀郡公抜式らが数万人の兵を率いて西郭に入り、城下に到達した。文秀は垣諶を派遣してこれを撃破した。9月、また魏軍が城東に迫った。10月、南郭に進攻された。文秀は黄弥之らを派遣して迎撃させた。泰始4年（468年）、文秀は右将軍の号に進み、新城県侯に封じられた。魏軍の青州包囲が続き、文秀の弟の沈文静が海道から青州救援に向かったが、東萊の不其城で魏軍の攻勢を受けた。不其城が陥落して、沈文静は殺害された。
泰始5年（469年）1月24日、青州の東陽城は魏軍の攻撃により陥落した。文秀は衣服を剥ぎ取られて、慕容白曜の前に引き出されたが、慕容白曜はその衣服を返すよう命じ、酒食の場を設けてもてなした。文秀は鎖に繋がれて長史の房天楽や司馬の沈嵩らとともに平城に送られた。下客として待遇され、粗衣蔬食が与えられた。献文帝は文秀の節義を重んじて、礼遇を加えることとし、外都下大夫の位を与えた。北魏の太和3年（479年）、外都大官に転じた。後に孝文帝の南征に参加して、都将となった。まもなく持節・平南将軍・懐州刺史に任じられ、仮の呉郡公となった。文秀の懐州統治は緩く、現地の反乱を禁圧できなかったが、一方で水田の開墾を進めて成果を挙げた。
太和10年（486年）、病死した。享年は61。
子に沈保沖があり、下邳郡太守となった。

## 伝記資料
- 『宋書』巻88 列伝第48
- 『南史』巻37 列伝第27
- 『魏書』巻61 列伝第49
- 『北史』巻45 列伝第33